# Weilheim an der Teck auf Gemarkungen Weilheim und Hepsisau
Weilheim an der Teck auf Gemarkungen Weilheim und Hepsisau ist ein Landschaftsschutzgebiet (Schutzgebietsnummer 1.16.006) im Landkreis Esslingen. 

## Lage
Das Schutzgebiet besteht aus drei Teilgebieten. Es liegt größtenteils südlich und östlich der Stadt Weilheim. 
Der Stadtteil Hepsisau wird fast vollständig umschlossen. 
Das ursprünglich 1620 Hektar große Gebiet hat sich durch die Ausweisung von Naturschutzgebieten auf 1407 Hektar verkleinert. 
Das LSG gehört zu den Naturräumen 094-Mittlere Kuppenalb und 101-Mittleres Albvorland innerhalb der naturräumlichen Haupteinheiten 09-Schwäbische Alb und 10-Schwäbisches Keuper-Lias-Land.

## Schutzzweck
Wesentlicher Schutzzweck ist laut Schutzgebietsverordnung die Erhaltung der Vielfalt, Eigenart und Schönheit der teils bewaldeten und landschaftlich reich gegliederten Hügelzone im Vorland und im Bereich des Steilanstiegs der Schwäbischen Alb. 
Die Limburg und der Egelsberg, die vulkanischen Ursprungs sind, bedürfen auch im Hinblick auf den ornithologisch (vogelkundlich) wertvollen Bestand des besonderen Schutzes. 
Darüber hinaus ist die Erhaltung als ökologisches Ausgleichs- und als Erholungsgebiet in der Nähe des Verdichtungsraumes Stuttgart von Bedeutung.